# カウチポテト族
カウチポテト族（カウチポテトぞく、単に「カウチ」）は、ソファー（カウチ）に座り込んだ（寝そべった）まま動かず、主にテレビを見てだらだらと長時間を過ごす人を、「ソファーの上に転がっているジャガイモ」にたとえて揶揄または自嘲した、アメリカの俗語的表現であるcouch potatoを日本語に訳した語、またはその日本における一つの解釈および、そこから発展した日本語の概念である。怠惰で運動不足の上にジャンクフードばかりを食べ、肥満など不健康な生活状態にある、という含意を持つ事が多い。
物質的に豊かではあるものの精神面で荒廃している状況や、現代における生活習慣病など不健康な状況を表す代表的・象徴的イメージであるとされる。現代文明の象徴であるテレビを、安価なジャンクフードを食べながら、贅沢の象徴であるソファーに寝転んで見るという、怠惰と贅沢の象徴が記号としてミックスされた造語である。
後述の日本での解釈による表現として、自宅でポテトチップスをつまみながら映画鑑賞するという意味でも使われていた。

## 誕生と進化
この言葉より以前に、テレビ番組の中身の無さを批判する語として「boob tube」があった（1966年が初出とされる）。ここでいう「tube」は元々真空管全般を表す語で、特にブラウン管、さらにテレビを意味する語である。つまり「おバカ管」である。これに人を表す接尾辞「-er」をつけた「boob tuber」も使われたが、「tuber」が同音異義語で「ジャガイモ」も意味する事に着目し、テレビの前から動かない人達をジャガイモにたとえる事を Tom Iacino が思いつき、カウチポテトの誕生となった（1976年）。これをRobert Armstrongが漫画化した（1982年）。
Armstrongは1983年3月24日付で単語"Couch Potatoes"および自身が描いた「椅子にもたれてテレビを見ている、ジャガイモの形をした人間という空想的表現からなる図柄」を商標登録を申請し、1984年9月11日付で登録された。
この言葉の誕生後、リモコン、コードレス電話、家庭用ビデオデッキ等の普及によりカウチポテト族は「進化」を続け、パソコンの普及によりマウスポテト族という「子供」まで生み出した。
金融コラムニストのスコット・バーンズはこの言葉を援用し、手間をかけずに管理する投資手法としてリスク資産である株式と無リスク資産である国債（この場合は米国債）をそれぞれ50%持つポートフォリオ、『カウチポテトポートフォリオ』を提唱した。

## 日本における解釈
日本においては「ポテトチップを食べながらソファー（カウチ）に座り（寝転がり）、リモコンを片手にテレビやビデオを見る」すなわち「カウチ+ポテトチップ=カウチポテト（チップを省略）」という解釈と共に広まったため、現在でもこのように捉えている日本人が少なくない。
1987年にニューヨークの週刊誌「New York」が若者の動向を「カウチポテト時代」として取り上げた。これが日本に伝わり、1988年頃にテレビCMなどで使われてさらに広まったと思われる。1988年2月の朝日新聞で「ポテトチップスをつまみながら」という解釈と共に取り上げられている。当時においても、英語学者を中心に日本の独自解釈を指摘する声があった。特に読売新聞は、1988年1月という早い段階から約2年間「ジャガイモよろしくゴロゴロ怠惰に」と紹介し続けている。にもかかわらず、結果的には「ポテトチップスをつまみながら」の方が日本に定着してしまった。
翌1989年版の「現代用語の基礎知識」では、日本における派生語も含めると6分野にわたって「カウチポテト」を取り上げている。これらの多くも「ポテトチップスをかじりながら」という解釈である。一方で「風俗」「若者用語」分野だけでなく、「都市問題」や「ストレス社会」などのジャンルでも取り上げられ、ライフスタイルや社会問題として取り扱っている。特に「一人孤独にテレビやビデオを楽しむ」という記述に多くのスペースが割かれている。日本においてビデオデッキと貸しビデオ屋が普及した時期でもあり、またコンビニエンスストアが拡大した時期でもあり、それらと関連付ける記述も多い。「ビデオ、パソコン、ゲームなど、快適な室内でAVライフを満喫する方がカッコイイ」との記述もある。
現在でも、一部の大型国語辞典を含む多くの辞書や書籍で「孤独を好む現代人の新しいライフスタイル」とする記述が目立つ。しかしながら、当の「現代用語の基礎知識」では、1990年版において「ストレス社会用語」1分野のみの記載となり、さらに1991年版では「外来語略語」欄において、ポテトチップ解釈を取りつつも、「テレビのゴロ寝」というアメリカでの原義に近い記述だけを記載している。
日本における類義語という観点で考えると、1981年ごろに使われた「粗大ゴミ」（主に定年退職後の男性が、一日中ゴロ寝で新聞やテレビを見て過ごす様子を揶揄した語）が、発生時期も含めて近いと思われる。
ポジティブな意味合いとして、自宅にAV機器やソファなど先進的なインテリアの中でポテトチップスをつまみながら映画鑑賞するという意味で「カウチポテト」や「カウチポテトしながら」という表現があった。